# Segment orbital americà

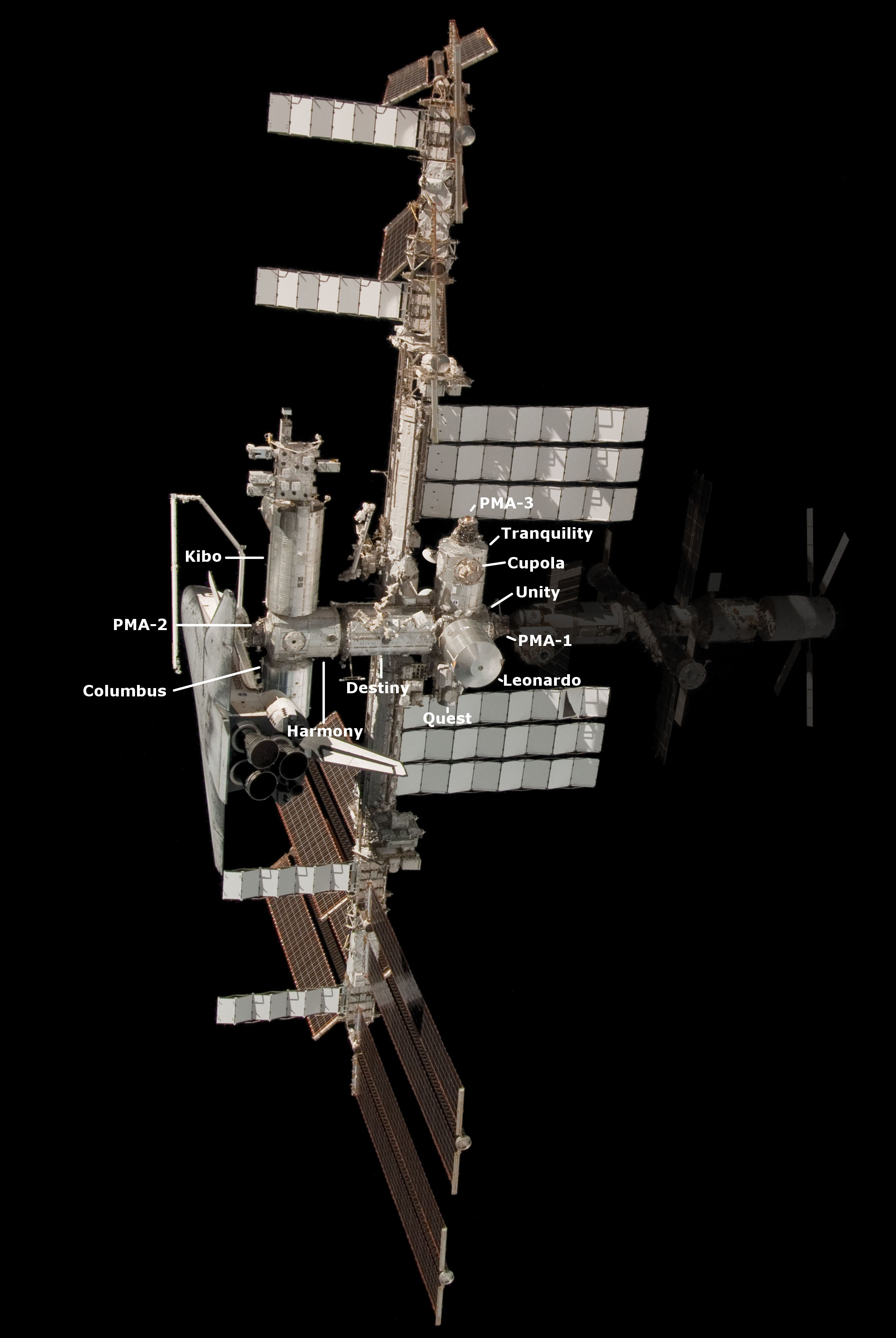
El segment orbital americà amb el Transbordador Espacial acoblat.

El segment orbital americà (USOS) és el nom donat als components de l'Estació Espacial Internacional (ISS) construïts i operats per la National Aeronautics and Space Administration (NASA) dels Estats Units, l'Agència Espacial Europea (ESA), l'Agència Espacial Canadenca (CSA) i la Japan Aerospace Exploration Agency (JAXA). El segment actualment consta d'onze components pressuritzats i diversos elements externs, tots els quals van ser lliurats pel Transbordador Espacial.
El segment és monitorat i controlat des de diversos centres de control de missions al voltant del món, incloent el Lyndon B. Johnson Space Center a Houston, Texas, el Marshall Space Flight Center a Huntsville, Alabama. el Centre de Control Columbus a Oberpfaffenhofen, Alemanya i el Centre Espacial de Tsukuba a Tsukuba, Japó.